# Meniscomorpha sanchoi
Meniscomorpha sanchoi là một loài tò vò trong họ Ichneumonidae.